# 永续盘存制
永续盘存制（英語：perpetual inventory system），又稱连续盘存系统（英語：continuous inventory system），在商业和会计学中是指可以实时更新库存的数量和可用性的库存系统，是由将库存系统与订单输入系统、以及在零售业中的销售点系统相连接实现的。在这种情况下，账面的库存将与实际库存完全或几乎相同。
早期定期盘存系统更为普遍。1970年代开始，因著数字计算机发明，才讓使永续盘存系统變的可行。条码和現代的RFID标签增進了永续盘存系统的实施，可以让计算机系统快速读取和处理库存信息。
由于盗窃、破损、扫描错误或未跟踪的库存移动而导致的高估（影子库存）或低估（缺失库存），永续盘存系统仍然容易出错从而导致错误地补货。
初始库存和期末库存的關係如下：
初始库存（通常来自实物盘点）+收货-发货=期末库存。
一些会计师会使用调整分录（凭证）对其进行增减，但是如果所有采购收据和发票等交易均被良好记录，那么则不需要做此类增减处理。

## 外部連結
- http://www.investorwords.com/3679/perpetual_inventory.html （页面存档备份，存于）
- http://www.business-accounting-guides.com/perpetual-inventory-system.html （页面存档备份，存于）
- http://www.accountingformanagement.org/perpetual-inventory-system/ （页面存档备份，存于）
- Inventory Management Software （页面存档备份，存于）